# If I Should Fall from Grace with God
Albums de The Pogues
Poguetry in Motion
(1986) Peace and Love
(1989)
If I Should Fall from Grace with God est un album de The Pogues, sorti le 18 janvier 1988.

## L'album
Le titre Fairytale of New York, chanté avec Kirsty MacColl, épouse du producteur Steve Lillywhite est le tube de la fin d'année 1988. L'album atteint la 3e place des charts britanniques. Q le classe en 2006 à la 37e place du classement des 40 meilleurs albums des années 1980. Il fait partie des 1001 Albums You Must Hear Before You Die.

### Titres
1. If I Should Fall from Grace with God (Shane MacGowan) (2:20)
2. Turkish Song of the Damned (MacGowan, Jem Finer) (3:27)
3. Bottle of Smoke (MacGowan, Finer) (2:47)
4. Fairytale of New York (MacGowan, Finer) (4:36)
5. Metropolis (Finer) (2:50)
6. Thousands Are Sailing (Phil Chevron) (5:28)
7. South Australia (traditionnel) (3:27)
8. Fiesta (MacGowan, Finer) (4:13)
9. Medley : The Recruiting Sergeant/The Rocky Road to Dublin/The Galway Races (Traditionnel) (4:03)
10. Streets of Sorrow/Birmingham Six (MacGowan, Terry Woods) (4:39)
11. Lullaby of London (MacGowan) (3:32)
12. The Battle March Medley (Woods) (4:10)
13. Sit Down by the Fire (MacGowan) (2:18)
14. The Broad Majestic Shannon (MacGowan) (2:55)
15. Worms (traditionnel) (1:01)

### Musiciens
- Shane MacGowan : voix, guitare
- Spider Stacy : tin whistle, voix
- James Fearnley : accordéon, piano, mandoline, dulcimer, guitare, violoncelle, percussions
- Jem Finer : banjo, saxophone
- Andrew Ranken : batterie, voix
- Philip Chevron : guitare, mandoline
- Darryl Hunt : basse, percussions, voix
- Terry Woods : cistre, concertina, strings, banjo, dulcimer, guitare, voix
- Ron Kavana : banjo, cuillers, mandoline
- Kirsty MacColl : voix
- Siobhan Sheahan : harpe
- Brian Clarke : saxophone alto
- Joe Cashman : saxophone ténor
- Paul Taylor : trombone
- Chris Lee : trompette
- Eli Thompson : trompette